# Big Beat (álbum)
Big Beat es el sexto álbum de estudio de la banda estadounidense Sparks, publicado en octubre de 1976.

## Grabación
Big Beat  se grabó en los estudios Mediasound en Nueva York en agosto de 1976. El álbum fue el primer álbum del grupo después de separarse de su banda de acompañamiento inglesa y regresar a Estados Unidos. En cambio, los hermanos Mael utilizaron músicos de sesión y contrataron al ex bajista de Milk 'N' Cookies y colaborador de Roxy Music (Viva!), Sal Maida en el bajo, el guitarrista de Tuff Darts Jeffrey Salen y Hilly Boy Michaels en la batería. El lanzamiento fue el primero para Columbia Records en los Estados Unidos. El álbum empleó un sonido de rock mucho más pesado. Inicialmente, los hermanos Mael habían vuelto a trabajar con el primer miembro de Sparks, Earle Mankey. Juntos, grabaron la canción «England», una canción que tenía mucho en común con el sonido alegre e inusual que los tres músicos habían hecho juntos a principios de la década de 1970. Por el contrario, la producción de Rupert Holmes y Jeffrey Lesser en el álbum fue más ingeniosa y directa y el álbum resultante mostró un sonido AOR más “estadounidense”. Este nuevo sonido de la “Costa Oeste” se consideró un fracaso ya que Sparks sintió que los resultados estaban “desprovistos de personalidad”.

## Lista de canciones
Todas las canciones escritas y compuestas por Ron Mael.
Lado uno
1. «Big Boy» – 3:17
2. «I Want to Be Like Everybody Else» – 2:53
3. «Nothing to Do» – 3:05
4. «I Bought the Mississippi River» – 2:27
5. «Fill-er-up» – 2:17
6. «Everybody's Stupid» – 3:35

Lado dos
1. «Throw Her Away (And Get a New One)» – 3:38
2. «Confusion» – 3:21
3. «Screwed Up» – 4:16
4. «White Women» – 3:20
5. «I Like Girls» – 2:53

## Créditos y personal
Créditos adaptados desde las notas de álbum.
Músicos
- Russell Mael – voz principal y coros
- Ron Mael – teclado
- Sal Maida – bajo eléctrico
- Jeffrey Salen – guitarra
- Hilly Boy Michaels – batería

Personal técnico
- Rupert Holmes – productor
- Jeffrey Lesser – productor
- Godfrey Diamond – ingeniero de audio, mezclas
- Bob Clearmountain – ingeniero adicional
- Harvey Goldberg – ingeniero adicional
- Michael Barbiero – ingeniero adicional
- Richard Avedon – fotografía
- Ron Coro – director artístico
- Tom Steele – diseño de portada